# Tic Tac Toe
Tic Tac Toe es un grupo musical alemán femenino de música hip hop y pop originario formado en 1995 en Dortmund, Renania del Norte-Westfalia. 
En 1996 publicaron su álbum de debut Tic Tac Toe. Al año siguiente publicarían Klappe die 2te, el cual tuvo gran acogida. Tras años de éxito, decidieron separarse en el año 2000 a causa de problemas personales a pesar de haber vendido alrededor de tres millones de unidades.
En 2005 volvieron a juntarse para grabar el sencillo Spiegel y trabajar en el álbum: Comeback, sin embargo, tras una discreta acogida deciden disolverse definitivamente.

## Discografía

### Álbumes
| Año  | Título                       | Posición en el chart | Posición en el chart | Posición en el chart | Posición en el chart | Posición en el chart | Certificaciones                                                     |
| Año  | Título                       | GER                  | AUT                  | SWI                  | NDL                  | HUN                  | Certificaciones                                                     |
| ---- | ---------------------------- | -------------------- | -------------------- | -------------------- | -------------------- | -------------------- | ------------------------------------------------------------------- |
| 1996 | Tic Tac Toe                  | 3                    | 3                    | 4                    | —                    | —                    | - GER: 2 × Platinum - SWI: 2 × Platinum - AUT: Platinum             |
| 1997 | Klappe die 2te               | 1                    | 2                    | 1                    | 43                   | 27                   | - GER: 2 × Platinum - SWI: 2 × Platinum - AUT: Platinum - POL: Gold |
| 2000 | Ist der Ruf erst ruiniert... | 34                   | 50                   | 92                   | —                    | —                    |                                                                     |
| 2006 | The Best Of                  | 51                   | 35                   | —                    | —                    | —                    |                                                                     |
| 2006 | Comeback                     | 25                   | 26                   | 43                   | —                    | —                    |                                                                     |

### Singles
| Año  | Título                           | Posición en el chart | Posición en el chart | Posición en el chart | Posición en el chart | Certificaciones                         | Álbum          |
| Año  | Título                           | GER                  | AUT                  | SWI                  | NLD                  | Certificaciones                         | Álbum          |
| ---- | -------------------------------- | -------------------- | -------------------- | -------------------- | -------------------- | --------------------------------------- | -------------- |
| 1995 | Ich find' dich scheiße"          | 3                    | 4                    | 6                    | 38                   | - GER: Platinum                         | Tic Tac Toe    |
| 1996 | Funky                            | 14                   | 13                   | 9                    | —                    |                                         | Tic Tac Toe    |
| 1996 | Leck mich am A, B, Zeh           | 21                   | —                    | 18                   | —                    |                                         | Tic Tac Toe    |
| 1996 | Verpiss' dich                    | 1                    | 3                    | 1                    | —                    | - GER: Platinum - AUT: Gold             | Tic Tac Toe    |
| 1997 | Warum?                           | 1                    | 1                    | 1                    | 5                    | - GER: Platinum - SWI: Gold - AUT: Gold | Klappe die 2te |
| 1997 | Mr. Wichtig                      | 6                    | 6                    | 10                   | —                    | - GER: Gold                             | Klappe die 2te |
| 1997 | Ich wär' so gern so blöd wie du  | 32                   | 33                   | —                    | —                    |                                         | Klappe die 2te |
| 1997 | Bitte küss' mich nicht           | 47                   | —                    | —                    | —                    |                                         | Klappe die 2te |
| 1999 | Nie wieder" (Sara @ Tic Tac Two) | 4                    | 4                    | 4                    | —                    | Spiesserparadies (Sara)                 |                |
| 2000 | Ist der Ruf erst ruiniert...     | 27                   | —                    | —                    | —                    | Ist der Ruf erst ruiniert...            |                |
| 2000 | Isch liebe disch                 | 11                   | 6                    | 38                   | —                    | Ist der Ruf erst ruiniert...            |                |
| 2000 | Morgen ist heute schon gestern   | 96                   | —                    | —                    | —                    | Ist der Ruf erst ruiniert...            |                |
| 2005 | Spiegel                          | 7                    | 7                    | 10                   | —                    | Comeback                                |                |
| 2006 | Keine Ahnung                     | —                    | —                    | —                    | —                    | Comeback                                |                |